# Бэрд, Ричард
Ри́чард И́влин Бэрд , также Бёрд (англ. Richard Evelyn Byrd; 25 октября 1888 — 11 марта 1957), — американский авиатор и полярный исследователь; в 1929 году первым в истории пролетел над Южным полюсом. Руководитель четырёх американских военных экспедиций в Антарктиду (1928—1930, 1933—1935, 1939—1941 и 1946—1947), последняя из которых именовалась «Хайджамп», и которую он возглавлял в звании контр-адмирала.

## Биография
В 1908 году Ричард Бэрд поступил в Военно-морскую академию. Окончив ее в 1912 году  он поступил на службу в ВМФ США. В 1915 был признан негодным к флотской службе по состоянию здоровья. Тем не менее, в 1917 году Бэрд вернулся на службу, уже в качестве авиатора. Проходил лётную подготовку на базе морской авиации Пенсакола, штат Флорида. Получил квалификацию военно-морского лётчика в 1918 году. Его полярная карьера началась в 1924 году, когда он участвовал в экспедиции на запад Гренландии. 
В 1926 году предпринял попытку пролететь над Северным полюсом на трехмоторном самолете Fokker F.VIIA‐3M. 
При проведении четырёх крупных антарктических экспедиций под его руководством (1928—1930, 1933—1935, 1939—1941 и 1946—1947) были открыты и обследованы обширные районы этого континента.
В 1929 году на побережье Антарктиды была основана база Литл-Америка. Бэрд дал название ряду районов Антарктиды (к примеру, Земля Мэри Бэрд).
В экспедиции 1933—1935 годов открыл с воздуха гору Сидли, которая, как позднее выяснилось, является самым высоким вулканом континента.
В экспедиции 1939—1941 годов был применён огромный вездеход, однако он показал свою непригодность для условий Антарктиды.
С 1926 по 1996 год считался также первым лётчиком, пролетевшим над Северным полюсом. Однако при исследовании его полётного дневника были обнаружены следы подчисток — тем самым доказано, что Бэрд сфальсифицировал часть данных о полёте в своем официальном отчёте в Американское географическое общество.
Позже стал контр-адмиралом флота США.

## Память

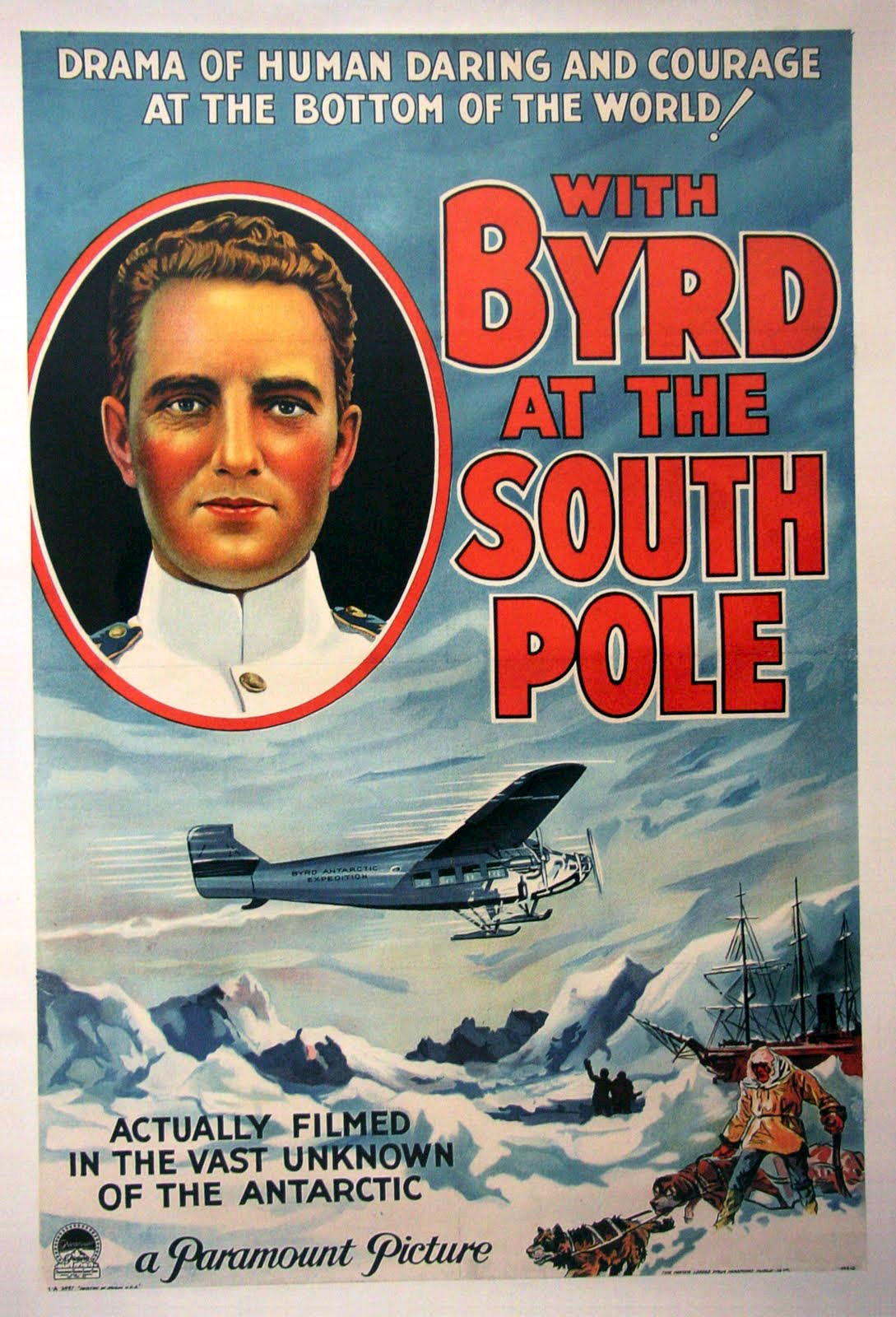
Рекламный плакат к кинофильму о Ричарде Бэрде. Киностудия Paramount Picture, США, 1930

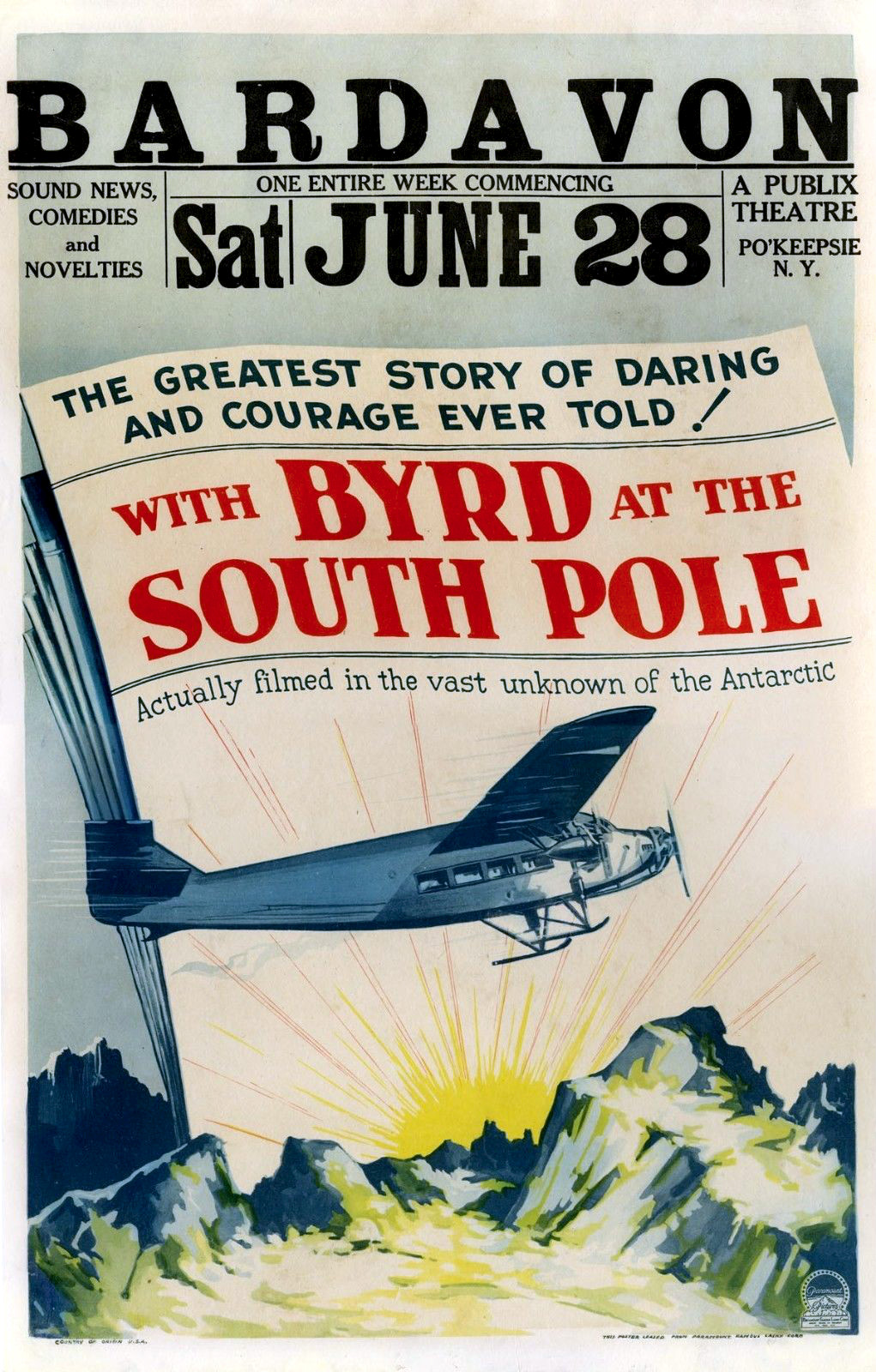
Рекламный плакат к кинофильму о Ричарде Бэрде. Киностудия Paramount Picture, США, 1930

- В 1930 году американская киностудия Paramount Picture выпустила фильм об экспедиции Р. Бэрда к Южному полюсу.
- Именем Бэрда названа американская антарктическая научная станция и Американский национальный центр полярных исследований.
- В 1964 году в честь Ричарда Бэрда назван кратер на Луне.